# فيليب ليفاين
فيليب ليفاين (بالروسية: Левин, Филип)‏ ـ (10 أغسطس 1900 ـ 18 أكتوبر 1987) هو عالم مناعة وأمراض دم أمريكي، بيلاروسي المولد. قام بأبحاث أسهمت في إمداد الطب بالمزيد من المعرفة عن عامل ريسس وانحلال الدم الوليدي ونقل الدم.
في سنة 1946، فاز ليفاين بجائزة ألبرت لاسكر للأبحاث الطبية السريرية في عامها الأول، متقاسمًا إياها مع كارل لاندشتاينر وألكسندر فينر.